# Henry Draper
Henry Draper (7 de marzo de 1837 - 20 de noviembre de 1882) fue un médico y astrónomo aficionado estadounidense residente en Nueva York que trabajo en colaboración con su esposa Mary Anna Palmer Draper.

## Biografía
Hijo del influyente químico e historiador John William Draper, Henry, después de leer los trabajos del astrónomo aficionado alemán William Herschel sobre la fabricación de telescopios basándose en espejos metálicos, intentó fabricarse su propio reflector, pero obtuvo un resultado decepcionante en el pulido final; al leer sobre los nuevos espejos de cristal de John Herschel y el plateado superficial inventado por el alemán Justus von Liebig volvió a pulir un nuevo espejo: ideó una variante del plateado con el cual obtuvo películas de plata duraderas depositadas sobre un espejo de cristal, capaces de resistir el pulido.
Trabajó en pareja junto a su esposa Mary Anna Palmer Draper, también astrónoma aficionada y fotógrafa de astronomía. Experimentó tanto con el plateado como con el vidrio, modificando su composición y características; en 1862 finalizó un espejo para un telescopio de 39 cm de abertura, que una vez probado resultó ser un éxito. Inmediatamente inició la fabricación de un nuevo telescopio, esta vez un reflector de 71 cm de abertura terminado en poco tiempo, aunque lo pulió y mejoró hasta dejarlo definitivamente listo en 1872: ese mismo año, en mayo, logró capturar el espectro de una estrella (Vega), en el que podían apreciarse claramente cinco líneas.
Fue el primero, además, en fotografiar la nebulosa de Orión en 1880.
Su padre John William Draper fue un médico reputado que, en 1840, había hecho ya la primera fotografía de la Luna. En 1859 Henry Draper fue contratado como médico del Bellevue Hospital de Nueva York y, en 1866, fue el decano de la facultad de medicina la Universidad de Nueva York.

## Obras
Sus trabajos son fundamentalmente fotográficos, sobre todo los realizadas del tránsito de Venus en 1874. Tras su muerte Anna Draper, su viuda, concedió el fondo conmemorativo de Henry Draper, dotado casi con 400.000 dólares, al Observatorio del Harvard College con el objeto de financiar la confección del Catálogo Henry Draper de espectros estelares que hoy día lleva su nombre y que trabajaron juntos. La nieta de la pareja Antonia Maury continuaría su labor al ayudar en esta tarea a Edward Charles Pickering.

## Eponimia
- El cráter lunar Draper lleva este nombre en su memoria.